# Notoacmea badia
Notoacmea badia is een slakkensoort uit de familie van de Lottiidae. De wetenschappelijke naam van de soort is voor het eerst geldig gepubliceerd in 1926 door Oliver.